# Illja Nyzjnyk
Illja Igorevitsj Nyzjnyk (Oekraïens: Ілля Ігоревич Нижник), ook wel Ilja Nyzjnyk, (Vinnytsja, 27 september 1996) is een Oekraïens schaker. Nyzjnyk heeft sinds zijn 8e verjaardag een FIDE-rating van boven de 2100. In juli 2008 bedroeg zijn FIDE-rating 2428. Dit is de hoogste rating in de wereld voor kinderen tot 12 jaar.
Nyzjnyk baarde opzien door in 2007 als 10-jarige de B-groep van het Moskou Open toernooi te winnen. Tijdens dit toernooi had hij een TPR van 2633. Bij de partijen hield hij een knuffelpanda vast. Hiermee had hij zijn eerste Grootmeesternorm te pakken. Dit zou hij in 2008 nog eens herhalen bij het Nabokov Herdenkingstoernooi in Kiev. Ook dit toernooi zou hij winnen.
Tussen de eerste en de tweede norm zaten echter te veel partijen, zodat de eerste norm kwam te vervallen. Door grootmeesterresultaten in het Schaakfestival Groningen in 2009, toen hij dit toernooi won, en 2010 werd hij op 14-jarige leeftijd alsnog de jongste grootmeester ter wereld.
In augustus 2019 won hij met 8 pt. uit 9 het Open kampioenschap van de Verenigde Staten, in Orlando, Florida, waarbij hij in de laatste ronde won van de vorige kampioen Timoer Garejev.